# Acacia runciformis
Acacia runciformis é uma espécie de leguminosa do gênero Acacia, pertencente à família Fabaceae.